# Don't Stop (ATB)
Don't Stop is een nummer van de Duits dj ATB. Het was zijn tweede single, na 9pm (Till I Come). Het nummer behaalde een dertiende positie in de hitlijst van zijn thuisland Duitsland en een derde positie in de UK Singles Chart.

## Tracklist
1. Don't Stop! (Airplay Edit)
2. Don't Stop! (SQ.1 Mix)
3. Don't Stop! (C.L.U.B.B. Mix)